# Jo Cornu
Pour les articles homonymes, voir Cornu.
Jozef "Jo" Cornu (né en 1944) est un ingénieur belge. Entre novembre 2013 et mars 2017, il a été le PDG de la Société nationale des chemins de fer belges.

## Biographie
Il est titulaire d'un Master of Science en génie électrique et en mécanique de la Katholieke Universiteit Leuven. Il est docteur en électronique de la Université Carleton à Ottawa, Canada. Entre 1981 et 1983 il a suivi une formation post-doctorale en management à l'Antwerp Management School de l'Université d'Anvers.
Entre 1982 et 1984, Cornu a occupé le poste de PDG pour Mietec à Oudenaarde, puis est devenu General Manager de Bell Telephone jusqu'en 1987. De 1988 à 1995, il a été membre du comité de direction de Alcatel, puis de 1995 à 1999, PDG de Alcatel Telecom. Peu après il a été nommé au poste de Président directeur général de Alcatel.
Depuis 2005, Jo Cornu est le président du groupe ISTAG (Information Society Technologies Advisory Group) de la Commission européenne. Il était l'un des membres du groupe qui a rédigé le rapport Aho en 2005. Entre le 1er décembre 2007 et le 27 avril 2010 il fut PDG de Agfa-Gevaert,.